# John William Comber
John William Comber (Lawrence, 12 marzo 1906 – Ossining, 27 marzo 1998) è stato un vescovo cattolico e missionario statunitense.

## Biografia
John William Comber nacque a Lawrence, Massachusetts, il 12 marzo 1906 da Thomas F. Comber e Nora (nata Higgins). La loro era una famiglia felice e devota composta da tre fratelli e cinque sorelle. Una sorella, Alice, entrò nell'ordine delle Suore di Nostra Signora e prestò servizio in Giappone. Un'altra sorella, Rita Clare, entrò nelle suore domenicane di Maryknoll e spese la maggior parte della sua vita in Cina e a Taiwan.

### Formazione e ministero sacerdotale
Frequentò la St. Mary's Grade School di Lawrence e la St. John's Preparatory School di Danvers dove si diplomò nel 1923. Studiò per due anni al Boston College e poi, il 9 settembre 1925, entrò nel seminario di Maryknoll a Ossining. Fin dai suoi primi anni di liceo, nutrì in segreto il desiderio segreto di diventare missionario, un desiderio che venne favorito dall'ascolto delle storie dei martiri a scuola e dal padre (e poi vescovo) Land, un amico di famiglia, che parlava spesso di Maryknoll e del suo lavoro. Decise tuttavia di entrare in seminario una volta terminati gli studi. Nel giugno del 1930 conseguì la laurea in sacra teologia all'Università Cattolica d'America a Washington.
Il 1º febbraio 1931 fu ordinato presbitero. Dopo l'ordinazione, padre Comber immediatamente fece rotta verso la missione di Maryknoll a Fushun, nella Manciuria, dove prestò servizio per undici anni. Ebbe un permesso per tornare a casa dopo dieci anni. In quel periodo svolse attività di promozione nell'area di Boston. Divenne uno dei migliori nella lingua cinese sia parlata che scritta. Il suo primo incarico fu quello di parroco della missione a Er-Pa-Tan per due anni e poi come parroco della missione di Tung Hua. Servì anche come vicario delegato del vescovo e professore associato nel seminario minore di Fushun. Padre Comber ottenne molte conversioni ed era considerato un missionario ideale: competente, gentile, eccellente con la gente e molto felice nella sua vocazione. Nel 1939 divenne titolare della parrocchia del centro di Fushun. Attraverso la sua influenza discreta, padre Clarence Burns venne rilasciato dai suoi rapitori all'inizio del 1936, senza aver subito alcun danno.
Allo scoppio della seconda guerra mondiale, il 7 dicembre 1941, tutti i missionari statunitensi nei paesi giapponesi vennero incarcerati. Tra essi vi erano padre Comber e le sue due sorelle, suor Rita Clare, MM, e suor Francis Helena, SND. Insieme ad altri internati, i tre furono rimpatriati negli Stati Uniti d'America nel secondo scambio di cittadini sulla nave svedese MS Gripsholm nel dicembre del 1943. Seguì un breve periodo di recupero, durante il quale cercò invano di diventare cappellano militare. Nel gennaio del 1944 gli venne affidata la cattedra di sociologia missionaria nel seminario di Maryknoll a Ossining. Nel maggio di quell'anno venne nominato rettore del seminario e prestò servizio in quella posizione per nove anni. Fu un rettore gentile e giusto, preoccupato delle esigenze principali dei seminaristi e di tutti i dettagli della gestione del seminario. Come rettore, formò più membri della Società futura di qualsiasi altro, instillandovi, come meglio poteva, il suo vero amore per Maryknoll. Durante il suo mandato, furono ordinati 416 nuovi sacerdoti. Fino al 1946 insegnò anche teologia dogmatica. In quell'anno venne eletto dal Gruppo degli Stati Uniti IV come delegato al terzo capitolo generale della Società. Le centinaia di preti che aiutò ad addestrare come seminaristi ricordano la sua presenza imponente proiettata da una massa di capelli prematuramente grigi, da una statura tarchiata, da un sorriso esitante e da modi piuttosto burberi e interrogativi che ammantarono una natura fondamentalmente timida, schiva e compassionevole.
Il 13 agosto 1953 fu assegnato alla missione di Maryknoll in Perù, ed entrò nella Maryknoll Language School di Arequipa per studiare la lingua e la cultura spagnola. Dopo la scuola di lingua, prestò servizio nella parrocchia di San Giovanni a Puno. Nel maggio del 1954 venne nominato superiore del gruppo che avrebbe gestito la nuova missione di Maryknoll in Cile. Anche lì fu ben accolto dai membri della società e dal popolo.
Nel gennaio del 1956 fu scelto come delegato per il quarto capitolo generale dal gruppo del Sud America II. Durante quel capitolo, il 6 agosto 1956, fu eletto quarto superiore generale della Società per le missioni estere degli Stati Uniti d'America. Succedette al vescovo Raymond Aloysius Lane. Prestò servizio in quella posizione per dieci anni ricchi di eventi. Durante il suo periodo come superiore generale, la compagnia visse un periodo di rapida crescita, espandendosi al suo punto più alto in termini di membri e impegno missionario. La sua amministrazione attraversò i periodi pre e post Vaticano II, con tutte le tensioni creative coinvolte in quella transizione. La sua amministrazione fu contrassegnata da diverse innovazioni nella Società, tra cui l'inizio del molto ben riuscito programma Maryknoll Associate Priests/Brothers.

### Ministero episcopale
Il 23 gennaio 1959 papa Giovanni XXIII lo nominò vescovo titolare di Foraziana. Ricevette l'ordinazione episcopale il 9 aprile successivo nella cappella Regina degli Apostoli del seminario di Maryknoll a Ossining dall'arcivescovo metropolita di New York Francis Joseph Spellman, co-consacranti il vescovo emerito di Fushun Raymond Aloysius Lane e il vescovo di Joliet Martin Dewey McNamara. Il cardinale Richard James Cushing predicò il sermone alla messa di ordinazione.
Partecipò al Concilio Vaticano II. Fu membro della commissione postconciliare sulle missioni.
Nel 1966 fu proclamato Doctor of Humane Letters honoris causa dal presidente e dai membri del consiglio di amministrazione del Boston College. Uno schizzo biografico della sua vita e il sermone predicato alla sua prima messa pontificale nella chiesa di Santa Maria a Lawrence vennero inclusi nel registro del Congresso dal rappresentante Thomas J. Lane, un amico di famiglia.
Durante il suo mandato come superiore generale, e successivamente in pensione, monsignor Comber fu molto stimato dai membri della gerarchia, specialmente dai cardinali Spellman e Cooke. Nel corso della sua vita, godette di grande rispetto da parte dei suoi contemporanei e di quelli che formò e portò nel sacerdozio a Maryknoll. Mentre gli aneddoti su di lui abbondano, sono tutti toccati con un senso di orgoglio per questo missionario che per molti fu un vero modello di ciò che dovrebbe essere un appartenente del suo ordine.
Terminò il suo mandato di superiore generale nell'ottobre del 1966. Il 22 maggio dell'anno successivo il cardinale Spellman lo nominò parroco della parrocchia della Trasfigurazione a Lower Manhattan. Si ritirò dopo due anni e prese residenza nella Development House sulla East 39th Street. Il 12 giugno 1969 si trasferì nella canonica della chiesa di Sant'Agnese a Middle Manhattan, dove prestò assistenza nelle molte funzioni liturgiche della parrocchia. Collaborò con la locale comunità di preti nel lavoro sacramentale che era in grado di fare. Inoltre aveva la possibilità di visitare i confratelli a pochi isolati di distanza quasi ogni giorno.
Il vescovo Comber venne formalmente iscritto all'unità della società speciale il 15 luglio 1979, all'età di 73 anni, con residenza permanente nella canonica della chiesa di Sant'Agnese. Durante gli anni della pensione, gentilmente rappresentò la Compagnia in numerose funzioni ecclesiastiche, in particolare nell'arcidiocesi di New York, e continuò ad assistere il cardinale Cooke nell'amministrare il sacramento della confermazione e in altri ministeri. Mentre era nella chiesa di Sant'Agnese, celebrò il suo giubileo d'oro di sacerdozio il 1º febbraio 1981 e poi il suo 25º anniversario di episcopato il 9 aprile 1984.
Poco dopo, a causa del declino delle capacità fisiche, si trasferì nella St. Teresa's Residence di Ossining dove morì il 27 marzo 1998 all'età di 92 anni. Le esequie si tennero il 1º aprile alle ore 11 nella cappella Regina degli Apostoli del seminario di Maryknoll a Ossining e furono presiedute da monsignor Patrick Joseph Thomas Sheridan, vescovo ausiliare e vicario generale dell'arcidiocesi di New York. È sepolto nel cimitero di Maryknoll a Ossining.

## Genealogia episcopale e successione apostolica
La genealogia episcopale è:
- Cardinale Scipione Rebiba
- Cardinale Giulio Antonio Santori
- Cardinale Girolamo Bernerio, O.P.
- Arcivescovo Galeazzo Sanvitale
- Cardinale Ludovico Ludovisi
- Cardinale Luigi Caetani
- Cardinale Ulderico Carpegna
- Cardinale Paluzzo Paluzzi Altieri degli Albertoni
- Papa Benedetto XIII
- Papa Benedetto XIV
- Papa Clemente XIII
- Cardinale Marcantonio Colonna
- Cardinale Giacinto Sigismondo Gerdil, B.
- Cardinale Giulio Maria della Somaglia
- Cardinale Carlo Odescalchi, S.I.
- Cardinale Costantino Patrizi Naro
- Cardinale Lucido Maria Parocchi
- Papa Pio X
- Papa Benedetto XV
- Papa Pio XII
- Cardinale Francis Joseph Spellman
- Vescovo John William Comber, M.M.

La successione apostolica è:
- Vescovo William Francis Kupfer, M.M. (1962)
- Vescovo Edward Louis Fedders, M.M. (1963)